# 保莱阿斯·马塔内
保莱阿斯·马塔内爵士（Sir Paulias Nguna Matane，GCL GCMG OBE KStJ，1931年9月21日—2021年12月12日），是巴布亚新几内亚的政治家，2004年6月29日至2010年12月13日担任第八任巴布亚新几内亚总督。他的回忆录《我在新几内亚的童年》自20世纪70年代以来一直被列入学校课程。他是《国家报》的长期撰稿人和专栏作家。